# Eubrianax bicolor
Eubrianax bicolor is een keversoort uit de familie keikevers (Psephenidae). De wetenschappelijke naam van de soort werd in 1955 gepubliceerd door Maurice Pic.